# Велика Слатина
Велика Слатина (алб. Sllatinë e Madhe) је насеље у општини Косово Поље, Косово и Метохија, Република Србија.

## Географија
Село је на Слатинском потоку, на југоисточној падини Црног врха, око пола километра северно од пута Приштина - Пећ.

## Историја
Село је постало као колонија Черкеза 1864. Кад се у рату 1877-78. Србија приближила Косову, Черкези су се, свих 5 кућа, колико их је било, иселили у унутрашњост Турске, а у њихове куће су се уселили мухаџири из ослобођене Топлице. Међу тим мухаџирима је било опет Черкеза, којих је у балканском рату било 9 кућа и које су се по том рату почеле исељавати у Турску, тако да је последња њихова кућа отишла 1924.

## Порекло становништва по родовима
Подаци о пореклу становништва из 1933. године.
Мухаџирски родови досељени 1878. из топличких села
- Мрљак (7 к.) и Којшић (9 к.), од фиса Шаље, из Мрљака и Којшића.
- Тмава (3 к.) и Ивања (1 к.), од фиса Краснића, из Тмаве и Ивање.
- Жини Поток (1 к.), од фиса Тсача, из Житног Потока.
- Колубра (3 к.), Рудар (3 к.) и Бериљ (1 к.), од фиса Гаша из Калудре, Рудара и Бериља.
- Коњуша (2 к.) и Новосел (7 к.), од фиса Климената, из Коњуше и Новог Села.

Аутоколонисти
- Бабићи ( 2 к.) 1914. из истоименог рода у суседном селу Лепини.
- Стевановићи (2 к.) и Ђоровићи (1 к.) 1914, прва из Кутлова а друга из Раче (Топлица).
- Пековић (1 к.) 1914. из Жупе Никшићке.

Колонисти
- Бендераћи или Павићевићи (5 к.), Живковићи (2 к.) 1921. и Вучетићи (1 к.) из Грахова код Никшића.
- Мићуновић (4 к.) 1924, Муштеровић (1 к.) 1921. и Шупић (1 к.) 1925. из Рудине код Никшића.
- Бјеловић (1 к.) 1924. из Бањана код Никшића.
- Шарановић (2 к.) 1924. из Слатине код Даниловграда.
- Радунић (1 к.) 1926. из манастира Мораче.
- Вукићевић (1 к.) 1920, Бојанић (1 к.) 1920. и Кујачић (2 к.) 1923. из Кривошија (Бока).
- Поповићи (4 к.) 1924. из Маровца у Јабланици, иначе старином из Голије код Никшића.

## Демографија
| Година       | 1948 | 1953 | 1961 | 1971 | 1981 | 1991 |
| ------------ | ---- | ---- | ---- | ---- | ---- | ---- |
| Становништво | 621  | 692  | 842  | 1267 | 1580 | 1697 |

|  |